# Castle of Illusion Starring Mickey Mouse (игра, 2013)
Castle of Illusion Starring Mickey Mouse — видеоигра в жанре платформер, разработанная компанией Sega Studios Australia и изданная Sega и Disney Interactive Studios для сетевых сервисов PlayStation Network и Xbox Live Arcade и PC в 2013 году.  Feral Interactive выпустил игру для macOS 24 июля 2014 года.  Является одиннадцатой игрой серии Illusion и ремейком игры Castle of Illusion Starring Mickey Mouse 1990 года. Игра повествует о приключениях мышонка Микки Мауса.

## Игровой процесс
Игра представляет собой платформер с двухмерной графикой с элементами псевдотрёхмерности и состоит из нескольких уровней-локаций, по которым можно передвигаться в любом направлении.
Геймплей игры сходен с её предшественником и заключается примерно в следующем. Антропоморфный мышонок Микки Маус перемещается по уровням, уничтожает врагов и собирает полезные предметы; в конце некоторых уровней находятся боссы. Цель игры — спасти возлюбленную Микки, Минни, из плена неизвестного злодея. В большинстве уровней нужно выполнять какое-либо задание (к примеру, отыскивать какой-либо предмет).
Уровни в игре имеют сходства с оригинальной игрой. Например, это заколдованный лес, фабрика мороженого и т. д. Большинство противников-монстров и боссов также перешли в ремейк из оригинальной игры. Противников можно уничтожать посредством прыжка сверху, боссы же требуют определённой «тактики».

## Оценки
| Сводный рейтинг    | Сводный рейтинг | Сводный рейтинг | Сводный рейтинг | Сводный рейтинг                                                                    |
| Издание            | Оценка          | Оценка          | Оценка          | Оценка                                                                             |
| Издание            | iOS             | PC              | PS3             | Xbox 360                                                                           |
| ------------------ | --------------- | --------------- | --------------- | ---------------------------------------------------------------------------------- |
| GameRankings       | 81,42 %         | N/A             | N/A             | 66,82 %                                                                            |
| Metacritic         | 81/100          | 69/100          | 72/100          | 67/100                                                                             |
| Иноязычные издания |                 |                 |                 |                                                                                    |
| Издание            | Оценка          | Оценка          | Оценка          | Оценка                                                                             |
| Издание            | iOS             | PC              | PS3             | Xbox 360                                                                           |
| Game Informer      | N/A             | N/A             | 7/10            | N/A                                                                                |
| GameSpot           | N/A             | N/A             | N/A             | 7/10                                                                               |
| GamesRadar+        | N/A             | N/A             | N/A             | 3,5 из 5 звёзд · 3,5 из 5 звёзд · 3,5 из 5 звёзд · 3,5 из 5 звёзд · 3,5 из 5 звёзд |
| IGN                | N/A             | 6,7/10          | N/A             | 6,7/10                                                                             |
| Joystiq            | N/A             | N/A             | N/A             | 4 из 5 звёзд · 4 из 5 звёзд · 4 из 5 звёзд · 4 из 5 звёзд · 4 из 5 звёзд           |
| OXM                | N/A             | N/A             | N/A             | 8/10                                                                               |

Выход ремейка был в основном положительно оценён критиками. На сайте Metacritic средняя оценка игре составила 72 балла для PlayStation 3 и 67 балла для консоли Xbox 360. Представитель сайта IGN оценил проект на 6,7 балла, хваля разработчиков за задумку, но реализацию немного подкачала из-за нечёткого управления и короткого прохождения. Похожие недостатки были и у обозревателя из GamesRadar. Журналист из Joystiq назвал его «большим ремейком и витриной для ключевых элементов, которые делают платформер величественнее».
Оценку в 7 баллов дал рецензент из сайта GameSpot. Ему понравилась сама задумка разработчиков и её реализация, но критиковал за отсутствие возможности пропускать игровое видео. Критик из Official Xbox Magazine поставил высокую оценку Castle of Illusion Starring Mickey Mouse — 8 баллов из 10 возможных. Он отметил, что сам релиз ремейка был для него «забавным», однако он имеет право называться «твёрдым платформером».